# Liste der Biografien/Martin, H
Liste der Biografien |
Portal Biografien |
H Personensuche
# |
A |
B |
C |
D |
E |
F |
G |
H |
I |
J |
K |
L |
M |
N |
O |
P |
Q |
R |
S |
T |
U |
V |
W |
X |
Y |
Z |
?
 
Ma |
Mb |
Mc |
Md |
Me |
Mf |
Mg |
Mh |
Mi |
Mj |
Mk |
Ml |
Mm |
Mn |
Mo |
Mp |
Mq |
Mr |
Ms |
Mt |
Mu |
Mv |
Mw |
Mx |
My |
Mz
 
Maa |
Mab |
Mac |
Mad |
Mae |
Maf |
Mag |
Mah |
Mai |
Maj |
Mak |
Mal |
Mam |
Man |
Mao |
Map |
Maq |
Mar |
Mas |
Mat |
Mau |
Mav |
Maw |
Max |
May |
Maz
 
Mara |
Marb |
Marc |
Mard |
Mare |
Marf |
Marg |
Marh |
Mari |
Marj |
Mark |
Marl |
Marm |
Marn |
Maro |
Marp |
Marq |
Marr |
Mars |
Mart |
Maru |
Marv |
Marw |
Marx |
Mary |
Marz
 
Marta |
Marte |
Marth |
Marti |
Martj |
Martl |
Martm |
Martn |
Marto |
Martr |
Marts |
Martt |
Martu |
Martw |
Marty |
Martz
 
Martia |
Martic |
Martie |
Martig |
Martik |
Martil |
Martim |
Martin |
Martir |
Martis |
Martit |
Martiu |
Martiv
 
Martin, A |
Martin, B |
Martin, C |
Martin, D |
Martin, E |
Martin, F |
Martin, G |
Martin, H |
Martin, I |
Martin, J |
Martin, K |
Martin, L |
Martin, M |
Martin, N |
Martin, O |
Martin, P |
Martin, Q |
Martin, R |
Martin, S |
Martin, T |
Martin, U |
Martin, V |
Martin, W |
Martin, Z |
Martina |
Martinb |
Martinc |
Martind |
Martine |
Marting |
Martinh |
Martini |
Martinj |
Martink |
Martino |
Martinp |
Martins |
Martinu |
Martiny |
Martinz
Die Liste der Biografien führt alle Personen auf, die in der deutschsprachigen Wikipedia einen Artikel haben. Dieses ist eine Teilliste mit 42 Einträgen von Personen, deren Namen mit den Buchstaben „Martin, H“ beginnt.

## Martin, H
- Martin, H. Newell (1848–1896), britischer Physiologe

### Martin, Ha
- Martin, Hans (1886–1964), niederländischer Wirtschaftsfunktionär und Schriftsteller
- Martin, Hans (1913–2005), Schweizer Radrennfahrer
- Martin, Hans (1916–2007), deutscher Komponist, Chorleiter und Organist
- Martin, Hans (1930–2016), deutscher Jurist und Politiker (SPD), Oberbürgermeister von Hanau
- Martin, Hans von (1885–1973), deutscher Marineoffizier
- Martin, Hans-Peter (* 1957), österreichischer Autor, Journalist, Politiker, MdEP
- Martin, Hans-Stephan (1967–2006), deutscher Kirchenmusiker
- Martin, Hansjörg (1920–1999), deutscher Schriftsteller und Krimi-Autor
- Martin, Harold Brownlow (1918–1988), britischer Offizier der Luftstreitkräfte des Vereinigten Königreichs
- Martin, Harry Ludwig, deutscher Richter und Politiker
- Martin, Harvey (1950–2001), US-amerikanischer American-Football-Spieler

### Martin, He
- Martin, Hector (1898–1972), belgischer Radrennfahrer
- Martin, Heinrich (1849–1936), deutscher Forstwissenschaftler
- Martin, Heinrich (1890–1968), deutscher Bankier
- Martin, Heinrich Robert (1815–1895), deutscher Jurist
- Martin, Heinz (* 1943), deutscher Autorennfahrer
- Martin, Heinz Robert (* 1949), deutscher Gitarrist
- Martin, Hélène (1928–2021), französische Chansonsängerin und -autorin
- Martin, Helga (1940–1999), deutsche Filmschauspielerin
- Martin, Helmut (1940–1999), deutscher Sinologe
- Martin, Helmut (* 1963), deutscher Politiker (CDU), MdL
- Martin, Henno (1910–1998), deutscher Geologe
- Martin, Henri, Schweizer Chemiker
- Martin, Henri (1793–1882), französischer Dompteur und Zoobegründer
- Martin, Henri (1810–1883), französischer Historiker und Politiker
- Martin, Henri (1860–1943), französischer impressionistischer MalerHenri Martin (1860–1943)

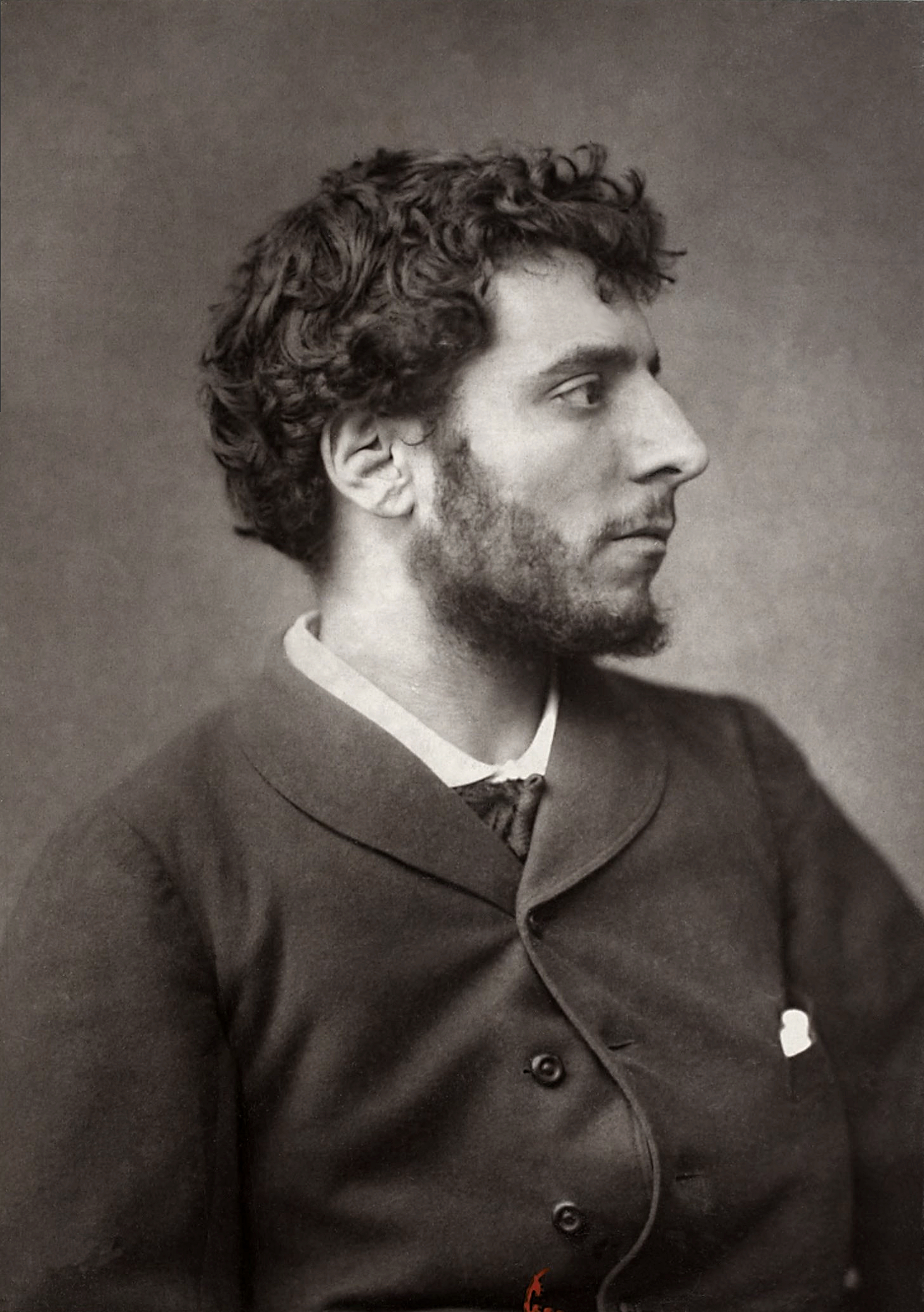
Henri Martin (1860–1943)

- Martin, Henri (1927–2015), französischer Widerstandskämpfer der Résistance und Politiker (PCF)
- Martin, Henri François (1878–1959), Schweizer Diplomat
- Martin, Henry, deutscher Dekorationsmaler
- Martín, Henry (* 1992), mexikanischer Fußballspieler
- Martin, Henry (* 1997), US-amerikanischer Fußballspieler
- Martin, Herbert (1925–2016), deutscher Fußballspieler
- Martin, Herbert (1926–2019), US-amerikanischer Liedtexter
- Martin, Hermann (1869–1917), französischer Sportschütze
- Martin, Hertha (1930–2004), österreichische Schauspielerin

### Martin, Ho
- Martin, Holger (1942–2016), deutscher Wissenschaftler und Hochschullehrer
- Martin, Homer Dodge (1836–1897), amerikanischer Landschaftsmaler
- Martin, Horst (1937–2019), deutscher Fußballspieler
- Martin, Horst (* 1946), deutscher Offizier

### Martin, Hu
- Martin, Hubert S. (1879–1938), britischer Diplomat
- Martin, Hugh (1914–2011), US-amerikanischer Musical- und Filmkomponist